# 槠生小光壳炱
槠生小光壳炱（学名：Asteridiella cyclobalanopsicola）是属于小煤炱目小煤炱科小光壳炱属的一种真菌，寄生在壳斗科植物上。该种分布于中国、菲律宾。